# Französische Badmintonmannschaftsmeisterschaft
Französische Badmintonmannschaftsmeisterschaften finden seit 1939 statt. In den ersten drei Jahren wurde die Meisterschaft im gemischten Team ausgetragen. Von 1942 bis 1976 gab es getrennte Meisterschaften für Männer- und Frauenteams. Seit 1977 werden wieder nur noch gemischte Mannschaftsmeisterschaften ausgetragen.

## Medaillengewinner gemischte Mannschaften
| Saison    | Goldmedaille                       | Silbermedaille                       | Bronzemedaille                     | 4.                                   |
| --------- | ---------------------------------- | ------------------------------------ | ---------------------------------- | ------------------------------------ |
| 1939      | Badminton Club de Paris            |                                      |                                    |                                      |
| 1940      | Badminton Club de France           |                                      |                                    |                                      |
| 1941      | Badminton Club de France           |                                      |                                    |                                      |
| 1976–1977 | Racing Club de France              |                                      |                                    |                                      |
| 1977–1978 | Racing Club de France              |                                      |                                    |                                      |
| 1978–1979 | Racing Club de France              |                                      |                                    |                                      |
| 1979–1980 | Racing Club de France              | Racing Club de France 2              | HBC Le Havre                       | LCH Le Havre                         |
| 1980–1981 | Racing Club de France              | HBC Le Havre                         | MB Morsang-sur-Orge                | USL Lillebonne                       |
| 1981–1982 | Racing Club de France              | HBC Le Havre                         | Racing Club de France 2            | LCH Le Havre                         |
| 1982–1983 | Racing Club de France              | HBC Le Havre                         | Racing Club de France 2            | MB Morsang-sur-Orge                  |
| 1983–1984 | Racing Club de France              | HBC Le Havre                         | LCH Le Havre                       | USL Lillebonne                       |
| 1984–1985 | Racing Club de France              | HBC Le Havre                         | LCH Le Havre                       | Racing Club de France 2              |
| 1985–1986 | Racing Club de France              | HBC Le Havre                         | Racing Club de France 2            | LCH Le Havre                         |
| 1986–1987 | BASE Evry                          | HBC Le Havre                         | Racing Club de France              | Issy-les-Moulineaux Avia Club        |
| 1987–1988 | HBC Le Havre                       | Racing Club de France                | Issy-les-Moulineaux Badminton Club | BASE Evry                            |
| 1988–1989 | Racing Club de France              | Lille Université Club                | Issy-les-Moulineaux Badminton Club | HBC Le Havre                         |
| 1989–1990 | Issy-les-Moulineaux Badminton Club | Lille Université Club                | Racing Club de France              | HBC Le Havre                         |
| 1990–1991 | Issy-les-Moulineaux Badminton Club | Racing Club de France                | Lille Université Club              | HBC Le Havre                         |
| 1991–1992 | HBC Le Havre                       | Racing Club de France                | Issy-les-Moulineaux Badminton Club | Lille Université Club                |
| 1992–1993 | CEBA Strasbourg                    | Issy-les-Moulineaux Badminton Club   | Lille Université Club              | Racing Club de France                |
| 1993–1994 | Issy-les-Moulineaux Badminton Club | HBC Le Havre                         | Racing Club de France              | Lille Université Club                |
| 1994–1995 | Issy-les-Moulineaux Badminton Club | Lille Université Club                | HBC Le Havre                       | CEBA Strasbourg                      |
| 1995–1996 | Issy-les-Moulineaux Badminton Club | Racing Club de France                | CEBA Strasbourg                    | Lille Université Club                |
| 1996–1997 | Issy-les-Moulineaux Badminton Club | Racing Club de France                | SMBC Saint-Maurice                 | Aix Université Club Badminton        |
| 1997–1998 | Racing Club de France              | Issy-les-Moulineaux Badminton Club   | Aix Université Club Badminton      | CEBA Strasbourg                      |
| 1998–1999 | Racing Club de France              | Badminton Club Fos                   | CEBA Strasbourg                    | SMBC Saint-Maurice                   |
| 1999–2000 | Aix Université Club Badminton      | Racing Club de France                | CEBA Strasbourg                    | Badminton Club Fos                   |
| 2000–2001 | Racing Club de France              | Aix Université Club Badminton        | ASPTT Strasbourg                   | Clichy CSC                           |
| 2001–2002 | Aix Université Club Badminton      | Issy-les-Moulineaux Badminton Club   | Badminton Club Fos                 | ASPTT Strasbourg                     |
| 2002–2003 | Issy-les-Moulineaux Badminton Club | Aix Université Club Badminton        | ASPTT Strasbourg                   | Racing Club de France                |
| 2003–2004 | Issy-les-Moulineaux Badminton Club | Racing Club de France                | Aix Université Club Badminton      | Saint Maur SSSM                      |
| 2004–2005 | Aix Université Club Badminton      | Issy-les-Moulineaux Badminton Club   | Racing Club de France              | Badminton Club Fos                   |
| 2005–2006 | Issy-les-Moulineaux Badminton Club | Racing Club de France                | Aix Université Club Badminton      | Badminton Club Fos                   |
| 2006–2007 | Issy-les-Moulineaux Badminton Club | Racing Club de France                | ASPTT Strasbourg                   | Lille Université Club                |
| 2007–2008 | Badminton Club Fos                 | Union Saint-Bruno                    | Lagardère Paris Racing             | Issy-les-Moulineaux Badminton Club   |
| 2008–2009 | Issy-les-Moulineaux Badminton Club | ASPTT Strasbourg                     | Lagardère Paris Racing             | Aix Université Club Badminton        |
| 2009–2010 | Issy-les-Moulineaux Badminton Club | Union Saint-Bruno                    | Lagardère Paris Racing             | ASPTT Strasbourg                     |
| 2010–2011 | Union Saint-Bruno                  | Lagardère Paris Racing               | Issy-les-Moulineaux Badminton Club | Aix Université Club Badminton        |
| 2011–2012 | Issy-les-Moulineaux Badminton Club | Badminton Club Chambly Oise          | ASPTT Strasbourg                   | Bordeaux Union Saint-Bruno           |
| 2012–2013 | ASPTT Strasbourg                   | Badminton Club Chambly Oise          | Issy-les-Moulineaux Badminton Club | Aix Université Club Badminton        |
| 2013–2014 | Badminton Club Chambly Oise        | Aix Université Club Badminton        | Issy-les-Moulineaux Badminton Club | ASPTT Strasbourg                     |
| 2014–2015 | Badminton Club Chambly Oise        | Aix Université Club Badminton        | Issy-les-Moulineaux Badminton Club | ASPTT Strasbourg                     |
| 2015–2016 | Badminton Club Chambly Oise        | Issy-les-Moulineaux Badminton Club   | Aix Université Club Badminton      | ASPTT Strasbourg                     |
| 2016-2017 | Badminton Club Chambly Oise        | Issy-les-Moulineaux Badminton Club   | Aix Université Club Badminton      | Club de Badminton d’Aulnay Sous Bois |
| 2017-2018 | Badminton Club Chambly Oise        | Issy-les-Moulineaux Badminton Club   | ASPTT Strasbourg                   | Club de Badminton d’Aulnay Sous Bois |
| 2018-2019 | Badminton Club Chambly Oise        | Club de Badminton d’Aulnay Sous Bois | Badminton Club Arras               | Aix Université Club Badminton        |
| 2019-2021 | nicht ausgetragen                  | nicht ausgetragen                    | nicht ausgetragen                  | nicht ausgetragen                    |
| 2021-2022 | Badminton Club Chambly Oise        | ASPTT Strasbourg                     | Red Star Mulhouse                  | Aix Université Club Badminton        |
| 2022-2023 | Badminton Club Chambly Oise        | Badminton Club Fos                   | Red Star Mulhouse                  | Badminton Club Arras                 |
| 2023-2024 | Badminton Club Fos                 | Badminton Club Chambly Oise          | ASPTT Strasbourg                   | Stella Saint Maur                    |
| 2024-2025 | Red Star Mulhouse                  | Badminton Club Fos                   | Badminton Club Chambly Oise        | Aix Université Club Badminton        |

## Titelträger Frauenmannschaften
| Saison | Mannschaft            |
| ------ | --------------------- |
| 1942   | Racing Club de France |
| 1943   | Racing Club de France |
| 1944   | Racing Club de France |
| 1945   | Racing Club de France |
| 1946   | Racing Club de France |
| 1947   | Racing Club de France |
| 1948   | Racing Club de France |
| 1949   | Racing Club de France |
| 1950   | Racing Club de France |

| Saison | Mannschaft            |
| ------ | --------------------- |
| 1951   | Racing Club de France |
| 1952   | Racing Club de France |
| 1953   | Racing Club de France |
| 1954   | Racing Club de France |
| 1955   | Racing Club de France |
| 1956   | Racing Club de France |
| 1957   | Racing Club de France |
| 1958   | Racing Club de France |
| 1959   | Havre Badminton Club  |

| Saison | Mannschaft                  |
| ------ | --------------------------- |
| 1960   | Racing Club de France       |
| 1961   | Racing Club de France       |
| 1962   | Racing Club de France       |
| 1963   | Racing Club de France       |
| 1964   | Racing Club de France       |
| 1965   | Racing Club de France       |
| 1966   | Racing Club de France       |
| 1967   | Loisirs Cooperatifs Havrais |
| 1968   | Racing Club de France       |

| Saison | Mannschaft            |
| ------ | --------------------- |
| 1969   | Racing Club de France |
| 1970   | Racing Badminton Club |
| 1971   | Havre Badminton Club  |
| 1972   | Racing Club de France |
| 1973   | Havre Badminton Club  |
| 1974   | Racing Club de France |
| 1975   | Havre Badminton Club  |
| 1976   | Racing Club de France |

## Titelträger Männermannschaften
| Saison | Mannschaft             |
| ------ | ---------------------- |
| 1942   | Racing Club de France  |
| 1943   | Racing Club de France  |
| 1944   | Racing Club de France  |
| 1945   | Racing Club de France  |
| 1946   | Racing Club de France  |
| 1947   | Tennis Club de Chavril |
| 1948   | Racing Club de France  |
| 1949   | Racing Club de France  |
| 1950   | Racing Club de France  |

| Saison | Mannschaft            |
| ------ | --------------------- |
| 1951   | Racing Club de France |
| 1952   | Racing Club de France |
| 1953   | Racing Club de France |
| 1954   | Racing Club de France |
| 1955   | Racing Club de France |
| 1956   | Havre Badminton Club  |
| 1957   | Havre Badminton Club  |
| 1958   | Havre Badminton Club  |
| 1959   | Havre Badminton Club  |

| Saison | Mannschaft                  |
| ------ | --------------------------- |
| 1960   | Racing Club de France       |
| 1961   | Racing Club de France       |
| 1962   | Racing Club de France       |
| 1963   | Racing Club de France       |
| 1964   | Racing Club de France       |
| 1965   | Racing Club de France       |
| 1966   | Esso Sports Paris           |
| 1967   | Loisirs Cooperatifs Havrais |
| 1968   | Havre Badminton Club        |

| Saison | Mannschaft                  |
| ------ | --------------------------- |
| 1969   | Loisirs Cooperatifs Havrais |
| 1970   | Esso Sports Paris           |
| 1971   | Racing Club de France       |
| 1972   | Loisirs Cooperatifs Havrais |
| 1973   | Racing Club de France       |
| 1974   | Etoile Sportive Colombienne |
| 1975   | Racing Club de France       |
| 1976   | Racing Club de France       |